# Ivan III. Trapezuntski
Ivan III. - Ivan Veliki Komnen (Ιωάννης Γ΄ Μέγας Κομνηνός, Iōánnēs G′ Mégas Komnēnós) - bio je trapezuntski car koji je vladao 4. rujna 1342. – 3. svibnja 1344.
Bio je jedino dijete cara Mihaela i njegove supruge Acropolitisse.
Jedna od njegovih pretkinja bila je bizantska princeza Irena Komnena. Preko nje je bio povezan s dinastijom Paleologa.
Ivan je na prijestolje došao nakon nekoliko svojih rođaka.
Aleksije II., trapezuntski car, bio je otac Bazilija Trapezuntskog i Ane. Bazilije je oženio Irenu Paleolog, koja ga je možda otrovala te je sama zavladala, ali ju je svrgnula Ana. Nakon Ane je zavladao Ivan.
Ivan je možda bio oženjen, a možda je imao konkubinu - kao što je Bazilije imao Irenu - te je od te nepoznate supruge dobio sina.
Ivan je okrunjen u crkvi Panagia Chrysokephalos ("Presveta Zlatoglava"). Bio je vladar koji je mario samo za luksuz.
Ivan je svrgnut te ga je otac naslijedio. Ivan je otišao u samostan Sabe Posvećenog.
Car Ivan, ponižen i ostavljen, umro je u gradu Sinopi.